# 博眼
株式会社博眼（はくがん）は、福井県鯖江市にある眼鏡メーカー。代表は笹木博之。
1950年にセルロイド&メタルフレーム工房としてはじまった。
博眼は最新の加工技術と職人の技で、これぞ日本の職人が作ったメガネフレームだと自負できる商品を作り続けている。
これまで、3回にわたりアイ・オブザ・イヤーを受賞するなどメガネフレームにかける思いと意欲は人一倍旺盛な職人魂がうずく、鯖江の小さな小さな眼鏡工房。
ORIGA/オリガ ブランドのメガネフレームが2010年度グッドデザイン賞を受賞。動的機構をもつメガネ、モーションアイウエアーを提唱している。
2010年、福井県立恐竜博物館の恐竜博士のためにメガネフレームを設計、製作、贈呈。この恐竜博士は全国を巡回している。

## 商品

### CELEBRAGE/セレブレージュ
8年間にわたり高品位めがねCELEBRAGEを提案。
メガネを掛けることが喜びとなり、ワクワクした気分にさせてくれるメガネフレームを世に出したいとの思い。有名ブランドの名を借りるのでなく、不必要な装飾を付けるのでなく、本物の美しさを追求したフレームへの思い。そんな思いから、「掛けて楽しくなる、若くなれる、輝きを増してくれる」を新商品開発のテーマに決め、作る人、売る人、買う人が喜ぶことを目指している。

### ZEKU:/是空
100年ほど前から作られていた眼鏡フレームをモチーフに、2種類のチタン素材とシルバー(銀無垢)のそれぞれの素材特性を組み合わせている。

### ORIGA/オリガ
山川純也デザインによる。全てのパーツを折り曲げることで一切の溶接部分を無くすとともに、クリップ形状のツルを採用している。